# オーズ

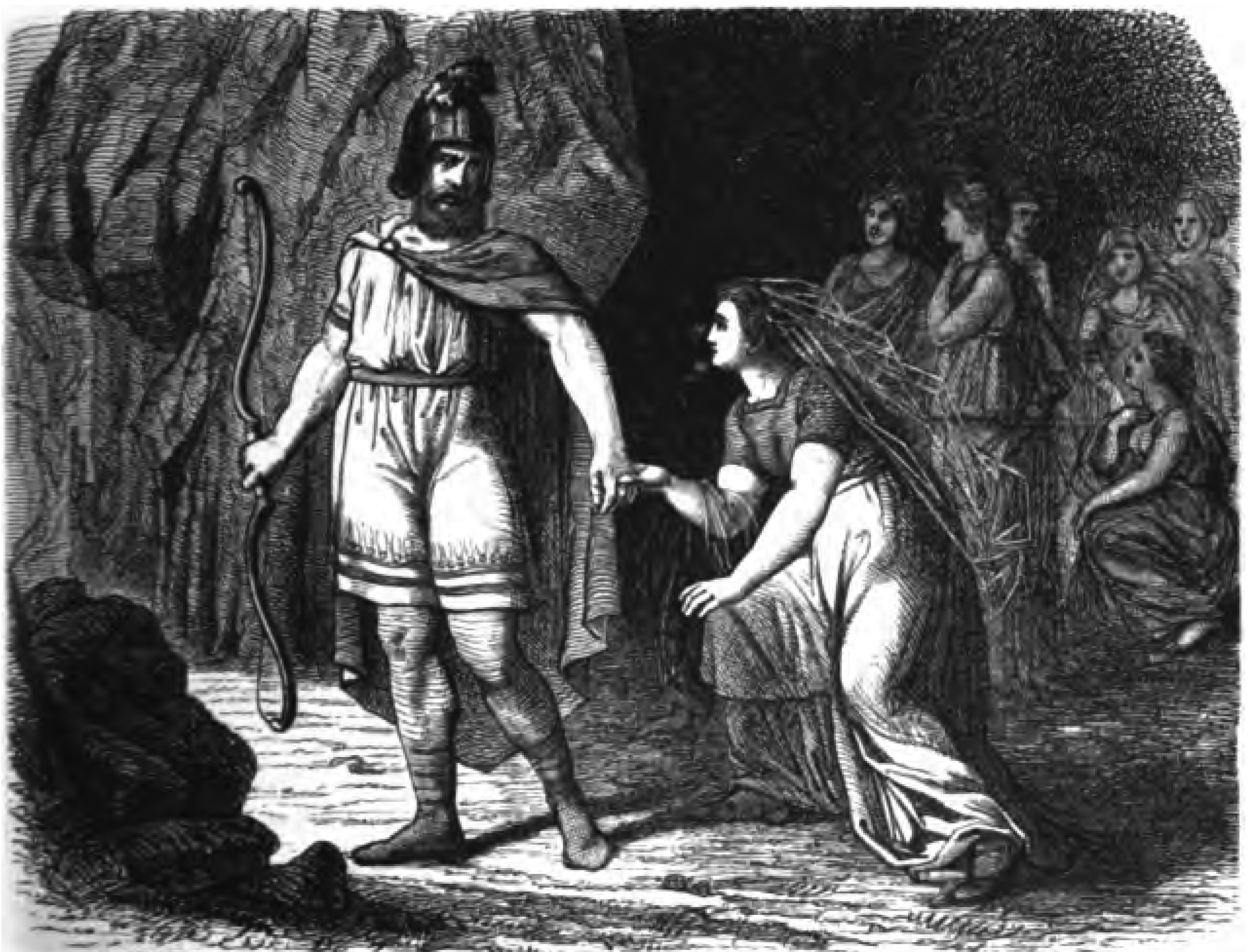
"Odur verläßt abermals die trauernde Gattin"（1882年）に描かれた、オーズがフレイヤの元を去る場面。

オーズ（古ノルド語: Óðr 英語: Odr。日本語表記には他にオズル、オーズル、オード、オデル、オヅルとも）は、北欧神話に登場する神である。
その名前は「激情」を意味する。

## 概説
オーズは愛の女神フレイヤの夫であり、基本的に彼女の配偶者という立場で名前のみが登場する。
たとえば、『古エッダ』の詩『巫女の予言』では、フレイヤが「オーズの妻」と呼ばれている。
また、『ヒュンドラの歌』においては、巨人の女性ヒュンドラに、いつもオーズに欲情して追いかけていたがその前掛けの下にたくさんの男がもぐり込んだ、などとフレイヤが皮肉られる箇所がある。
彼の実際の活躍が語られることはなく、ラグナロクの到来時にどのような最期を迎えたかも不明である。
なお、前述の『ヒュンドラの歌』では、ヒュンドラと相対するフレイヤの傍らには、フレイヤの愛人だとされる人間の男性オッタルが猪の姿で登場する。オッタルとオーズの名前は似ているが、この詩の中にはオッタルとは別にオーズの名前も出てくる。

## 主なエピソード
オーズとフレイヤの2人については、『スノッリのエッダ』での記述をはじめとする次のような伝承がある。
オーズはしばしば長旅に出たが、ある時はいつまでも帰ってこなかったため、フレイヤは夫を恋しがって世界中を探した。行く先々では多くの別名（マルデル(Mardöll)、ヘルン(Hörn)、ゲヴン(Gefn)、スュール(Sýr)など）を名乗ったといわれている。『エッダ』では夫と出会えたかは明記されていない。しかし別の伝承では、オーズが南の国で、天人花の咲く中に放心状態で座り込んでいるのをフレイヤが見つけ、彼女が呼びかけるとオーズは正気を取り戻した。フレイヤはオーズを伴って帰郷したが、2人が1歩ずつ進むにつれて、それまでフレイヤの不在によって枯れていた大地に花が咲いていったとされている。『スノッリのエッダ』によると、この探訪の合間にフレイヤが流した涙が黄金となって少しずつ大地に染み込んでいったことから、黄金は「マルデルの涙」と呼ばれることもある（この伝承は同時に、世界中で黄金が少量ずつ産出される理由を説明している）。
2人の間に生まれた娘フノスはとても美しいため、北欧人は美しい人物をフノスのように美しいと称することもある。『ユングリング家のサガ』によれば、もう1人の娘にゲルセミがいるとされ、北欧人は美しいものをフノスとゲルセミの名前で呼んだという。

## オージンとの関係
オーズとフレイヤの2人には、主神オージン（オーディン）・フリッグ夫婦と少なくない共通点がある。たとえば、オーズとオージン、フレイヤとフリッグ（別名フリーン）というふうに名前が似ていること。オーズとオージンがともに旅に出ることが多いこと。また、戦死者は半分がオージンのものになるが、残る半分をその妻フリッグではなくフレイヤが持っていく。これらのことから、オージンとフリッグがそれぞれオーズとフレイヤという名で信仰されていた時期があったか、もしくは、それぞれの若い年代の名前であったと考える研究者もいる。 